# 竜王山 (三原市)
竜王山（りゅうおうざん）は、広島県三原市にある山。標高は約445ｍ（国土地理院地図では444.9m）。山頂には展望台が設けられており、北東に隣接する筆影山と並び、東から南にかけて芸予諸島など瀬戸内海の多島美を楽しめる。晴れた日には四国山地も遠望でき、しまなみ海道の10橋のうち7橋を見ることができる。
この地は1185年に屋島の戦いで敗れた平家の重臣、秦四郎国重（はたしろうくにしげ）が開いたという伝承があり、三原市の北にある龍王山（665m）と区別して「葉田竜王山」とも呼ばれている。
2017年3月26日、三原市幸崎町久和喜から竜王山山頂までを結ぶ総延長4.6kmの竜王みはらしライン（林道久和喜竜王線）が開通した。